# Аксел (футболист)
Аксе́л Родри́гес де Арру́да (порт. Axel Rodrigues de Arruda; родился 9 января 1970 года в Сантусе, Бразилия) — бразильский футболист, полузащитник, ныне тренер клуба «Жабакара».

## Клубная карьера
Аксел с 1989 по 1990 год числился в молодёжной команде «Сантоса», а также иногда выступал за главную команду. После перевода в первую команду он несколько лет был игроком ротации состава. В 1994 году Аксел перешёл в «Сан-Паулу», где тоже играл нечасто. В 1997 году Аксел уехал в Европу — его пригласила к себе испанская «Севилья». Однако проведя в «Севилье» всего один сезон, Аксел вернулся в Бразилию. Поиграв полгода в клубе второй лиги «Баия», он затем перешёл в «Атлетико Минейро», в составе которого стал вице-чемпионом страны. В 2000 году Аксел вернулся в «Сан-Паулу», в составе которого стал чемпионом штата. Но из-за редкой игровой практики он снова сменил клубную прописку. Поиграв в командах «Спорт Ресифи» и «Ботафого» из Рибейран-Прету, Аксел перешёл в японский клуб «Серезо Осака», за который провёл пятнадцать матчей и не добился особых успехов. Уйдя из японской команды, Аксел в течение нескольких лет выступал за скромные бразильские клубы, а завершил выступления в конце 2010 года.

## Карьера в сборной
За национальную сборную Бразилии Аксел провёл один матч в 1992 году.

## Тренерская карьера
В 2012 году Аксел стал тренером молодёжных команд своего бывшего клуба «Жабакара». С «молодёжкой» он стал вице-чемпионом штата Сан-Паулу.

## Достижения
- Чемпионат штата Минас-Жерайс (1): 1999
- Чемпионат штата Сан-Паулу (1): 2000
- Обладатель Рекопы Южной Америки (1): 1994